# Niebieskie pigułki
Niebieskie pigułki to czarno-biała autobiograficzna powieść graficzna autorstwa szwajcarskiego rysownika Frederika Peetersa. Opowiada historię młodego mężczyzny, twórcy komiksowego, który wiąże się z zarażoną wirusem HIV kobietą i, mimo strachu i początkowych uprzedzeń, udaje mu się zbudować relację z ukochaną i jej, także seropozytywnym, synkiem.
Niebieskie pigułki ukazały się nakładem wydawnictwa Atrabile w 2001 roku, a po polsku w 2003 roku opublikowało je wydawnictwo Post. W 2016 roku ukazało się nowe wydanie, uzupełnione, nakładem wydawnictwa Timof i cisi wspólnicy.
Komiks został wyróżniony polską nagrodą młodzieżową Alph-Art Polonais w 2002 roku. 